# Lourdes Vega
Lourdes Vega Fernández (Villanueva del Fresno, Badajoz, 1965) es una científica española, especialista en física teórica y desarrollo sostenible. En el año 2013 recibió el Premio Real Sociedad Española de Física otorgado por la Fundación BBVA.

## Datos académicos e investigación
Vega obtuvo el doctorado en física teórica por la Universidad de Sevilla, y es catedrática de Ingeniería Química en la Universidad de Khalifa, en Abu Dabi. 
Es experta en simulación y su investigación en modelos para predecir el comportamiento termodinámico de compuestos químicos y el desarrollo de nuevos materiales para separar gases y contaminantes dio lugar a numerosas publicaciones científicas en revistas de alto impacto.
En 2017, la doctora Lourdes Vega Fernández ingresó en la Academia de las Ciencias de Granada. También es miembro electo de Academia de Científicos Mohammed Bin Rashid
Vega fue directora global de Tecnología en Agro-Alimentación, Tratamiento de Aguas y Usos de CO2 del Grupo Air Products, compaginando ese puesto con el de directora de Investigación y Desarrollo de Carburos Metálicos S.A., y con la dirección del centro de I+D MATGAS en la Universidad Autónoma de Barcelona (UAB). Desde 2016 dirige el Centro de Investigación y Desarrollo para el Dióxido de Carbono e Hidrógeno.

## Méritos, reconocimientos y distinciones
Recibió el Premio Física, Innovación y Tecnología en el año 2013 por “la manera tan sobresaliente, original y creativa con que ha sabido llevar la investigación teórica y computacional en física estadística, una rama de la física básica, al mundo industrial”.
Le concedieron la Medalla a la Excelencia Científica de los Emiratos Árabes Unidos, en el año 2020, por su trabajo Ciencia para productos sostenibles. Es la primera persona no árabe que logra dicha distinción
A finales de 2023, Lourdes Vega ingresó en la Real Academia de Ciencias Exactas, Físicas y Naturales como miembro correspondiente.
La XI edición de 'Las Top 100 Mujeres en España', seleccionó a Lourdes Vega en la categoría de 'Las Top 10 Exterior'.